# Umatilla (Oregon)

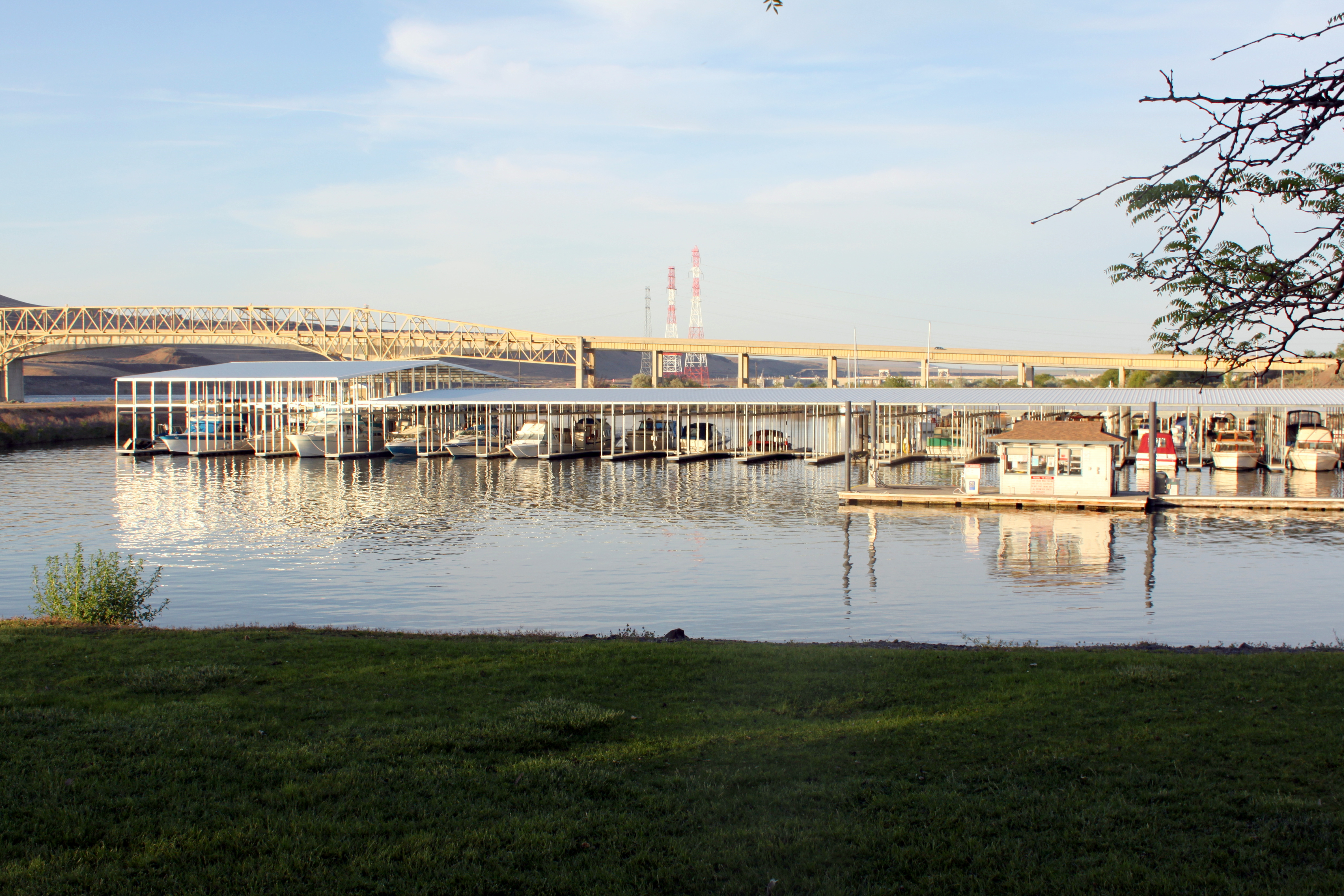
Marina van Umatilla

Umatilla is een plaats (city) in de Amerikaanse staat Oregon, en valt bestuurlijk gezien onder Umatilla County.

## Demografie
Bij de volkstelling in 2000 werd het aantal inwoners vastgesteld op 4978. In 2006 is het aantal inwoners door het United States Census Bureau geschat op 5350, een stijging van 372 (7,5%).

## Geografie
Volgens het United States Census Bureau beslaat de plaats een oppervlakte van 9,6 km², waarvan 9,1 km² land en 0,5 km² water. Umatilla ligt op ongeveer 147 m boven zeeniveau.

## Plaatsen in de nabije omgeving
De onderstaande figuur toont nabijgelegen plaatsen in een straal van 32 km rond Umatilla.